# Alpasinche
Alpasinche es una pequeña localidad del departamento San Blas de los Sauces, provincia de La Rioja, Argentina, ubicada en cercanías del límite con la provincia de Catamarca y prácticamente en la intersección de la Ruta Nacional 40 que recorre el departamento y la Ruta Nacional 60

## Características generales
La localidad se emplaza sobre el lateral occidental de la sierra de Velasco, en el valle formado por el río Los Sauces.
Pese a su escasa población, cuenta con una escuela pública ubicada en la zona rural, una biblioteca popular y una pequeña capilla dedicada a San Nicolás.
En la localidad aún se encuentran las instalaciones de la antigua estación de tren de la línea del Ferrocarril General Belgrano, clausurada definitivamente a finales de la década de 1970.

## Población
Desde el año 2001, el total de la población se unifica con el de la localidad aledaña de Chaupihuasi. En el año 2001, ambas localidades sumaban 755 habitantes, de los cuales 552 correspondían a Alpasinche. Según el censo de 2010, la población de ambas localidades disminuyó y solo alcanza a 650 habitantes.

## Historia
La palabra Alpasinche, puede significar "tierra dura", o bien una referencia a la valentía o la fortaleza, por la palabra quechua "sinchi".

## Sismicidad
La sismicidad de la región de La Rioja es frecuente y de intensidad baja, y un silencio sísmico de terremotos medios a graves cada 30 años en áreas aleatorias.